# 원대고택
원대고택(遠臺古宅)은 경상북도 안동시 도산면 원천리에 있다. 2010년 3월 12일 안동시의 문화유산 제50호로 지정되었다.